# 宇山バイパス
宇山バイパス（うやまバイパス）は、長野県北佐久郡立科町にある国道254号のバイパスである。同町の山部-宇山地域を結ぶことを目的として2005年に着工し、2019年に全線開通した。

## 概要
国道254号は、ほぼ全線にわたって整備が行われていたが、国道142号との重複区間を終え、国道152号との重複が始まるまでの単独区間は、センターラインのない区間や、住宅地を通過するといったことが問題となっていた。このことから、同区間は国道254号に残された唯一の酷道区間であったといってよいだろう（もっとも、まだ住宅地を通る区間を供用しているため、酷道区間が解消されたとはいえないものと思われる）。
そこで、同区間のバイパス計画が持ち上がり、2005年に着工した。
2010年3月29日には、極楽坂工区がその工程を終え、開通した。本区間に費やした費用は約5億円。従来の旧道は幅員5.5mの狭路であったが、本区間は車道6.5mに加え、片側には歩道（2.5m）も整備された。
2019年9月21日に、全線開通。同年の10月12日に飛来した台風19号による豪雨災害で宇山集落内の道路（国道254号旧道）は一時通行が不可能となったが、当道によって交通網が確保された。

## 工事概要
- 第一工区 = 極楽坂工区（芦田宿入口交差点 - ） - 680m
- 第二工区 = 立科町宇山地区 - 1670m（内、バイパス区間 1260m）

## 歴史
- 2005年：バイパス工事着工
- 2010年3月29日：極楽坂工区（全680m）開通
- 2019年9月21日：立科町宇山地区のバイパス工事が完了し、全線開通